# Maďarónové
Maďarónové (rusky a rusínsky Мадяроны, ukrajinsky Мадярони, bělorusky Мадзяроны, slovensky Maďarónia, polsky Madziaroni) je pejorativní označení pro obyvatele Podkarpatské Rusi, kteří otevřeně podporují maďarizaci, nebo Maďarsko celkově. Maďarónové se vzdali svého rodného jazyka, kultury a náboženství a podporovali maďarizaci rusínského a ukrajinského obyvatelstva.  V letech 1920–1940 prosazovali myšlenku opětovného připojení Podkarpatské Rusi k Maďarsku, kde v té době žilo přibližně 185 000 etnických Maďarů.

## Historie
Označení Maďarón vznikl v 19. století. Vytvořila ho tehdejší rusínská inteligence během rusínského národního obrození. Termín byl používáný jako politické pejorativní označení pro osoby loajální k Uhersku, spojený s obviněními z národního odcizení či zrady. Označoval zejména asimilované Rusíny, kteří zůstali věrní uherskému království. Hlavním faktorem vzniku této skupiny byla maďarizace prováděná uherskými úřady, avšak Rusíni tradičně zastávali promaďarské postoje. Po Rakousko-uherském vyrovnání prožívali Maďaróni kolektivních privilegií, která Maďarská vláda odmítala zrušit i navzdory tlakům z Vídně.

### Uhroruská národní rada
9. listopadu 1918 byla v Užhorodě vytvořena Uhroruská národní rada, kterou vedli Maďaróni. V jejím čele stál kanovník řeckokatolické Mukačevské eparchie Simeon Sabov. Tato rada sepsala Memorandum, v němž prohlásila, že uhroruský národ (Rusíni a Maďarónové) se připojí ke své vlasti, Maďarsku, a obhajovala územní celistvost Uherska.

### Československo a druhá světová válka
Hlavní promaďarskou stranou na Podkarpatské Rusi byl Autonomní zemědělský sojuz, kterou roku 1924 založil Ivan Kurťak. Strana usilovala o rusínskou autonomii, přičemž tu považovala jako mezistupeň, po kterém by následovalo připojení k Maďarsku. AZS opakovaně žádala pražskou vládu o přidělení půdy obyvatelům Podkarpatské Rusi a hájila zájmy rusínského i maďarského rolnictva během pozemkové reformy. Myšlenka sebeurčení Podkarpatské Rusi byla rovněž zdůrazňována v maďarském tisku. Vůdce AZS, Andrej Bródy, byl uvězněn československými úřady ve věznici Pankrác. Bródy zastával názor, že menšinové národy mohou být součástí jednotného uherského národa, tzv. nemzettest. V roce 1939, kdy Maďarsko získalo část území zpět, se konaly protesty požadující jeho propuštění. Dne 5. března se vrátil do Užhorodu za podpory místních obyvatel.
Během druhé světové války spolupracovali Maďaróni s maďarskou vládou, podíleli se na útocích proti vojákům Karpatské Siče, a někteří se účastnili jejich mučení a poprav.